# Крајпуташ Милошу Марићу у Срезојевцима
Крајпуташ Милошу Марићу у Срезојевцима (Општина Горњи Милановац) налази се на путу од Галича према Чачку. Крајпуташ је подигнут Милошу Марићу који је изгубио живот у Првом светском рату 1915. године.

## Опис споменика
Споменик је у облику плоче двоводног врха, димензија 110х26х11 cm. Исклесан је од сивог пешчара прекривеног лишајем, што му даје жућкасту боју. На предњој страни споменика уклесан је велики тролисни крст, чија основа твори оквир у који је уписан натпис. На полеђини крст је нешто мањи и плитко профилисан. Сви урези у скорије време „поцртани” су белом бојом.

## Епитаф
Текст исписан са предње стране споменика гласи:
МИЛОШ
МАРИЋ
ЖИВИ 28
Г. УМРО10
4. 1915. Г
У ДОБ
ПУКУ
На полеђини стоји:
СПОМЕН
ДИЖЕ БРАТ
МИЛОВАН
У 1929. Г